# 海因里希·布林格
海因里希·布林格（英語：Heinrich Bullinger，1504年7月18日—1575年9月17日），文艺复兴时期欧洲新教论辩家。他曾就圣餐教义等论题与路德之间发生争论。他的布道文集有德文、拉丁文和英文本出版。
海因里希·布林格是慈運裡的朋友也是慈運裡的繼承人，在慈運理死後領導蘇黎世教會將近50年。他是瑞士重要的改革者之一，常被稱為「16世紀被遺忘的改革者」。菲利普·沙夫 (Philip Schaff) 如此寫道：「布林格是一個擁有堅定信念、勇氣、溫和、耐心和忍耐力的人」，他所建立的改革宗教義在整個宗教改革期間有不朽的重要性，對歐洲大陸及英國影響深遠，甚至被西奧多・貝札（Theodore Beza）稱為「所有基督教會的共同牧羊人」。

## 生平
海因里希·布林格12歲就被父親送至修道院培養作為神職人員，在那裡接受了神學教育，並受到「效法基督」的敬虔運動影響，渴望更深的體驗在精神中與上帝相會。三年後他去到科隆大學學習經院神學，羅馬天主教在當時的科隆盛行，且科隆也盛行神秘主義。然而布林格研讀教父的著作如金口約翰及奧古斯丁，使他不同於當時的同學，堅持聖經優先並親自研讀。他在科隆的期間受人文主義的思想影響很深，但最能挑戰布林格思想的卻是在科隆被命令要燒毀的路得的著作。並因此接受了一個關鍵的真理——因信稱義，在他日後的生涯中深深影響改革宗。
布林格向修道士介紹了改革宗的教義，漸漸地使新教崇拜取代彌撒，許多修道士也因此成為了改革宗的牧師。後來布林格在一趟旅行中結識慈運理，協助慈運理的事工推動，並與他成為密切聯繫的朋友。
之後，布林格娶了Anna Adischwyler為妻，他們有11個孩子，6個兒子和5個女兒，且收養了其他的孤兒為子女。其中6個兒子都成為了新教牧師。
由於新教的增長威脅到羅馬天主教，羅馬天主教魚1531年10月11日攻擊蘇黎世，稱為卡佩爾戰役，蘇黎世被迫簽訂不利的和平協議，慈運理在此戰爭中過世，瑞士的部分地區因此恢復了天主教。1531年12月9日年僅27歲的布林格被推舉為慈運理的繼任者，成為了瑞士改革宗的領導者直到他過世，期間他也推行了學校制度的改革。身為與羅馬天主教對抗的領袖，布林格頭十年每週講道6~7次，在他待在蘇黎世的這段年歲裡，大約講了7500次道，也為神職人員及平信徒寫了許多著作，包含多本註釋書、蘇黎世的歷史、聖經年表、大量神學著作等，其作品總量超過路德及加爾文的總和。其中最受歡迎的著作是《十年》，是他發表的50篇講道系列集結成的教牧神學論文，被翻譯成多種語言流傳於歐洲各地。

## 神學立場
1. 布林格堅信「唯獨聖經」，聖經是最高標準。且支持約翰・加爾文的觀點，認為信徒是「因信稱義」才符合聖經。
2. 對於當時成為爭議的馬利亞的崇拜問題，布林格認為馬利亞是作為一個人並願意將自己獻給上帝而因著聖靈感孕生下耶穌基督，故不能容忍對於馬利亞的崇拜及禱告。[9]
3. 在對於先知的詮釋上，布林格認為真正先知的職責無非是解釋聖經，防止錯誤和邪惡，捍衛虔誠和真理，不僅要教導，還要學習和努力，在所有人的心中灌輸正義、信仰和相愛的觀念。並且先知要幫助那些游移不定的人，喚醒和勸勉那些緩慢徘徊在主道上的人。 因此，在布林格早期的著作中，布林格強力地支持慈運理對於「先知作為聖經的守望者和解釋者」的雙重概念，並透過聖經對先知的教導應用在加強新教神職人員的身份和權威。 他透過對哥林多前書 14 章 3 節中闡述的造就、勸勉和安慰職責的關注，加深了對先知任務的理解，強調先知的積極職責（即建立），而不是譴責和拆毀的消極職責。[10]